# Nati l'8 aprile

## IX secolo(1)
- 811 - Muhammad ibn Ali al-Taqi al-Jawad, imam arabo († 835)

## XIII secolo(1)
- 1250 - Giovanni Tristano di Valois, nobile francese († 1270)

## XV secolo(6)
- 1408 - Edvige Jagellona, principessa polacco († 1431)
- 1428 - Teodoro de Lellis, cardinale, vescovo cattolico e diplomatico italiano († 1466)
- 1431 - François Villon, poeta francese
- 1460 - Juan Ponce de León, condottiero spagnolo († 1521)
- 1470 - Giovanni Angelo Testagrossa, liutista e cantante italiano († 1530)
- 1474 - Elisabetta di Hohenzollern, nobile († 1507)

## XVI secolo(10)
- 1529 - Giovan Battista Pigna, umanista e letterato italiano († 1575)
- 1533 - Claudio Merulo, organista e compositore italiano († 1604)
- 1536 - Barbara d'Assia, nobile tedesca († 1597)
- 1540 - Toyotomi Hidenaga, militare giapponese († 1591)
- 1541 - Michele Mercati, medico e botanico italiano († 1593)
- 1543 - Konrad Schlüsselburg, teologo tedesco († 1619)
- 1547 - Lucrezia Bendidio, italiana
- 1580 - Augusta di Danimarca, principessa danese († 1639)
- 1580 - William Herbert, III conte di Pembroke, nobile e politico inglese († 1630)
- 1583 - Miklós Esterházy, nobile, militare e politico ungherese († 1645)

## XVII secolo(15)
- 1605 - Filippo IV di Spagna, re († 1665)
- 1622 - Lebrecht di Anhalt-Köthen, principe († 1669)
- 1628 - Crispijn van de Passe III, editore e incisore olandese († 1678)
- 1629 - Cesare Macchiati, medico italiano († 1675)
- 1634 - Giovanni Adolfo di Schleswig-Holstein-Sonderburg-Plön, nobile danese († 1704)
- 1641 - Henry Sidney, I conte di Romney, nobile e politico inglese († 1704)
- 1648 - Carlo di Lorena, conte di Marsan, nobile francese († 1708)
- 1649 - Charles Berkeley, II conte di Berkeley, diplomatico inglese († 1710)
- 1655 - Luigi Guglielmo di Baden-Baden († 1707)
- 1659 - Giovanni Paolo Castelli, pittore italiano
- 1679 - Matteo Trigona, arcivescovo cattolico italiano († 1753)
- 1690 - Domenico Maria Manni, filologo, editore e storico italiano († 1788)
- 1691 - Jacopo Linussio, imprenditore italiano († 1747)
- 1692 - Giuseppe Tartini, violinista e compositore italiano († 1770)
- 1695 - Johann Christian Günther, poeta tedesco († 1723)

## XVIII secolo(31)
- 1712 - Giovanni Antonio Bettoni, generale e nobile italiano († 1773)
- 1714 - Zeynep Sultan, principessa ottomana († 1774)
- 1722 - Caroline FitzRoy, nobildonna inglese († 1784)
- 1724 - George Keppel, III conte di Albemarle, generale inglese († 1772)
- 1726 - William Gibbons, rivoluzionario e politico statunitense († 1800)
- 1740 - Bernard-René Jourdan de Launay, nobile e militare francese († 1789)
- 1742 - Paul Bassenge, gioielliere tedesco († 1812)
- 1746 - Giuseppe Cambini, compositore e violinista italiano († 1825)
- 1748 - Giovanni Battista Palletta, medico italiano († 1832)
- 1752 - Claude-François de Thiollaz, vescovo cattolico francese († 1832)
- 1756 - Filippo Cavolini, biologo e zoologo italiano († 1810)
- 1761 - Guillaume-Joseph Chaminade, presbitero francese († 1850)
- 1762 - Bernardino Bollati, vescovo cattolico italiano († 1828)
- 1764 - Sophie de Condorcet, scrittrice e traduttrice francese († 1823)
- 1771 - William Rabun, politico statunitense († 1819)
- 1773 - Giuseppina Grassini, contralto italiano († 1850)
- 1774 - Georg Heinrich von Langsdorff, naturalista, esploratore e scienziato tedesco († 1852)
- 1775 - Adam Albert von Neipperg, generale, politico e diplomatico austriaco († 1829)
- 1779 - Johann Schweigger, chimico e fisico tedesco († 1857)
- 1781 - Giuseppe Antonio Borgnis, ingegnere e architetto italiano († 1863)
- 1783 - John Claudius Loudon, botanico e architetto del paesaggio scozzese († 1843)
- 1784 - Dionisio Aguado, chitarrista e compositore spagnolo († 1849)
- 1784 - Emanuele Fenzi, banchiere, imprenditore e politico italiano († 1875)
- 1792 - Guglielmo di Baden, nobile († 1859)
- 1792 - Gerolamo Ramorino, generale italiano († 1849)
- 1793 - Karl Ludwig Hencke, astronomo tedesco († 1866)
- 1794 - Giosuè Ritucci, generale e politico italiano († 1870)
- 1795 - Ireneo Aleandri, architetto italiano († 1885)
- 1796 - Giovanni Bezzi, politico italiano († 1879)
- 1796 - Matteo Carcassi, chitarrista e compositore italiano († 1853)
- 1798 - Dionysios Solomos, poeta greco († 1857)

## XIX secolo(158)
- 1801 - Eugène Burnouf, storico delle religioni e orientalista francese († 1852)
- 1801 - Maria Carolina Ferdinanda d'Asburgo-Lorena, nobile austriaca († 1832)
- 1802 - Gheorghe Magheru, rivoluzionario e generale rumeno († 1880)
- 1808 - Eugène Bourdon, ingegnere e orologiaio francese († 1884)
- 1810 - Luigi Biagi, pittore italiano († 1882)
- 1814 - Antoine Frédéric Spring, medico tedesco († 1872)
- 1815 - Andrew Graham, astronomo irlandese († 1908)
- 1815 - Edmond Schérer, critico letterario, teologo e politico francese († 1899)
- 1816 - Frederic William Burton, pittore irlandese († 1900)
- 1817 - Charles Brown-Sequard, fisiologo e neurologo britannico († 1894)
- 1818 - Cristiano IX di Danimarca, re danese († 1906)
- 1818 - August Wilhelm von Hofmann, chimico tedesco († 1892)
- 1820 - Luigi Guglielmo Cambray-Digny, politico italiano († 1906)
- 1822 - Giuseppe Apolloni, compositore italiano († 1889)
- 1822 - Charles Frédéric Girard, biologo francese († 1895)
- 1822 - Apollonie Sabatier, modella francese († 1890)
- 1823 - Rosina Penco, soprano italiano († 1894)
- 1824 - Sofia d'Orange-Nassau, sovrana olandese († 1897)
- 1826 - Casimiro Turletti, presbitero e storico italiano († 1898)
- 1827 - Léon Belly, pittore francese († 1877)
- 1827 - Ramón Emeterio Betances, politico portoricano († 1898)
- 1827 - Barbara Bodichon, educatrice e artista britannica († 1891)
- 1828 - Vincenzo Pace, politico italiano († 1901)
- 1829 - Giovanni Barcia, vescovo cattolico italiano († 1912)
- 1830 - Giuseppe Candiani, farmacista e imprenditore italiano († 1910)
- 1832 - Alfred von Waldersee, generale tedesco († 1904)
- 1836 - Oscar Paul, musicologo, scrittore e critico musicale tedesco († 1898)
- 1837 - Giuseppe Bardelli, matematico e politico italiano († 1908)
- 1837 - Pasquale Fiore, giurista e politico italiano († 1914)
- 1837 - Raffaele Settembrini, ufficiale italiano († 1904)
- 1838 - Luigi De Blasio Di Palizzi, politico italiano († 1896)
- 1841 - Federico Consolo, violinista e compositore italiano († 1906)
- 1842 - Elizabeth Bacon Custer, scrittrice statunitense († 1933)
- 1843 - Angelo Agostini, fumettista, illustratore e giornalista italiano († 1910)
- 1843 - Renato Fucini, poeta, scrittore e insegnante italiano († 1921)
- 1844 - José Denis Belgrano, pittore spagnolo († 1917)
- 1845 - Luigi Brugnara, avvocato e politico italiano († 1909)
- 1847 - Emil Kirdorf, imprenditore tedesco († 1938)
- 1847 - Karl Wittgenstein, imprenditore e mecenate austriaco († 1913)
- 1850 - William Henry Welch, medico statunitense († 1934)
- 1851 - Carlotta Clerici, educatrice italiana († 1924)
- 1852 - Charles Boettcher, imprenditore tedesco († 1948)
- 1852 - Emilio Cavenaghi, pittore italiano († 1876)
- 1854 - George Carter, rugbista a 15 neozelandese († 1922)
- 1854 - Filippo De Cecco, imprenditore italiano († 1930)
- 1855 - Léon Lécuyer, schermidore e tiratore a segno francese († 1915)
- 1856 - Aleksej Egorovič Trupp, russo († 1918)
- 1857 - Marie Louise De Meester, religiosa belga († 1928)
- 1857 - Fanny Lucy Radmall, filantropa e attivista britannica († 1936)
- 1858 - Frank Keenan, attore e regista statunitense († 1929)
- 1858 - Jan Styka, pittore polacco († 1925)
- 1859 - Edwin Alderson, generale britannico († 1927)
- 1859 - Augusto Brusconi, architetto e funzionario italiano († 1924)
- 1859 - Gaspare Colosimo, avvocato, politico e filantropo italiano († 1944)
- 1859 - Edmund Husserl, filosofo e matematico austriaco († 1938)
- 1859 - Alberto Peano, generale italiano († 1930)
- 1859 - Teodor Teodorov, politico bulgaro († 1924)
- 1861 - Stanislao Gastaldon, compositore italiano († 1939)
- 1861 - Giuliano Kremmerz, esoterista italiano († 1930)
- 1862 - Jean-Arthur Chollet, arcivescovo cattolico francese († 1952)
- 1862 - Albert Rockwell, inventore, filantropo e imprenditore statunitense († 1925)
- 1863 - Jules Huret, scrittore e giornalista francese († 1915)
- 1863 - Arnold Edward Ortmann, naturalista e zoologo tedesco († 1927)
- 1864 - Carlos Deltour, canottiere francese († 1920)
- 1864 - Josep Llimona, scultore spagnolo († 1934)
- 1865 - André Eugène Costilhes, pittore e decoratore francese († 1940)
- 1866 - Luisa Sofia di Schleswig-Holstein-Sonderburg-Augustenburg, principessa († 1952)
- 1866 - Claus von Below-Saleske, diplomatico tedesco († 1939)
- 1867 - Martin Ludwig, ginnasta e multiplista statunitense († 1931)
- 1867 - Giuseppe Massarenti, politico e sindacalista italiano († 1950)
- 1867 - Arthur Streeton, pittore australiano († 1943)
- 1868 - Federico Caprilli, militare e cavaliere italiano († 1907)
- 1869 - Charles-Henri-Joseph Binet, cardinale e arcivescovo cattolico francese († 1936)
- 1869 - Harvey Williams Cushing, chirurgo statunitense († 1939)
- 1869 - James Homer Wright, patologo statunitense († 1928)
- 1871 - Clarence H. White, fotografo e insegnante statunitense († 1925)
- 1872 - Iwan Bloch, dermatologo e psichiatra tedesco († 1922)
- 1872 - William Worthington, attore e regista statunitense († 1941)
- 1873 - Wilhelm Paulcke, geologo, scialpinista e alpinista tedesco († 1949)
- 1874 - Manuel Díaz Martínez, schermidore cubano († 1929)
- 1874 - John Joachim, canottiere statunitense († 1942)
- 1874 - Amedeo Simonetti, pittore italiano († 1922)
- 1875 - Alberto I del Belgio, sovrano belga († 1934)
- 1875 - Adelchi Baratono, filosofo e politico italiano († 1947)
- 1875 - Alberto Fassini, imprenditore, politico e produttore cinematografico italiano († 1942)
- 1875 - Emmanuel Malynski, saggista polacco († 1938)
- 1876 - James Greene, nuotatore statunitense († 1962)
- 1876 - Fernand Ravoux, ginnasta francese († 1950)
- 1876 - Nikolaus Rhodokanakis, orientalista austriaco († 1945)
- 1876 - Augusto Álvaro da Silva, arcivescovo cattolico e cardinale brasiliano († 1968)
- 1877 - Peter Kemp, nuotatore e pallanuotista britannico († 1965)
- 1877 - Jeanne Labourbe, rivoluzionaria francese († 1919)
- 1877 - Celestino Usuelli, alpinista, pioniere dell'aviazione e dirigibilista italiano († 1926)
- 1877 - Karl Walser, pittore e scenografo svizzero († 1943)
- 1879 - Harry Humby, tiratore a segno britannico († 1923)
- 1880 - Margherita Sarfatti, critica d'arte italiana († 1961)
- 1881 - Leone Maurizio Padoa, chimico italiano († 1944)
- 1881 - Ernst-Alfred Thalmann, calciatore svizzero († 1938)
- 1881 - René Warcollier, ingegnere chimico e parapsicologo francese († 1962)
- 1881 - Jean de Pange, storico e scrittore francese († 1957)
- 1882 - François Rom, schermidore belga († 1942)
- 1883 - Gioacchino Pedicini, vescovo cattolico italiano († 1980)
- 1883 - Giovanni Scalise, pittore italiano († 1968)
- 1883 - Rudolf Singule, militare austro-ungarico († 1945)
- 1884 - Marie Hall, violinista inglese († 1956)
- 1885 - Mario Cobianchi, aviatore italiano († 1944)
- 1885 - Celestino Rosatelli, ingegnere aeronautico italiano († 1945)
- 1885 - Alexander Rüstow, economista e sociologo tedesco († 1963)
- 1885 - Albert Schaff, calciatore francese († 1968)
- 1885 - Louis Schubart, calciatore francese († 1954)
- 1886 - Benjamín de Arriba y Castro, cardinale e arcivescovo cattolico spagnolo († 1973)
- 1886 - Lily Elsie, attrice teatrale e cantante britannica († 1962)
- 1886 - Jan Pech, calciatore boemo († 1924)
- 1887 - Walter Connolly, attore statunitense († 1940)
- 1888 - Aristide Giannelli, ingegnere italiano († 1970)
- 1888 - Anton Hofer, designer austriaco († 1979)
- 1888 - Melville Marks Robinson, giornalista e dirigente sportivo canadese († 1974)
- 1889 - Adrian Boult, direttore d'orchestra inglese († 1983)
- 1889 - Emil Frey, compositore e pianista svizzero († 1946)
- 1889 - Tomoshige Samejima, ammiraglio giapponese († 1966)
- 1889 - Blanche Stuart Scott, aviatrice, scrittrice e attrice statunitense († 1970)
- 1889 - Alberto da Zara, ammiraglio italiano († 1951)
- 1890 - Zbigniew Drzewiecki, pianista e insegnante polacco († 1971)
- 1890 - Edwin Dutton, calciatore tedesco († 1972)
- 1890 - Victor Schertzinger, compositore, sceneggiatore e regista statunitense († 1941)
- 1891 - Ferenc Molnár, calciatore e allenatore di calcio ungherese
- 1891 - Emilio Zannerini, politico e partigiano italiano († 1969)
- 1892 - Rose McConnell Long, politica statunitense († 1970)
- 1892 - Richard Neutra, architetto austriaco († 1970)
- 1892 - Mary Pickford, attrice e produttrice cinematografica canadese († 1979)
- 1892 - Rosemary Theby, attrice statunitense († 1973)
- 1893 - Grace Cunard, attrice, sceneggiatrice e regista statunitense († 1967)
- 1893 - Attilio Maggiani, allenatore di calcio e calciatore italiano († 1965)
- 1894 - Perce Blackborow, esploratore e marinaio gallese († 1949)
- 1894 - Erik Charell, regista, sceneggiatore e attore tedesco († 1974)
- 1894 - Baynard Kendrick, scrittore statunitense († 1977)
- 1894 - Raffaele Schiavina, anarchico italiano († 1987)
- 1894 - Raymond Schwartz, scrittore e esperantista francese († 1973)
- 1895 - Dragoljub Jovanović, politico jugoslavo († 1977)
- 1896 - Luigi Allegato, politico italiano († 1958)
- 1896 - Léon Bertin, zoologo francese († 1954)
- 1896 - Yip Harburg, paroliere statunitense († 1981)
- 1896 - Lucia Mangano, mistica e religiosa italiana († 1946)
- 1896 - Antonio Riva, aviatore italiano († 1951)
- 1897 - Albert Bolly, ciclista su strada belga († 1958)
- 1897 - Giovanni Frignani, militare e partigiano italiano († 1944)
- 1897 - Herbert Lumsden, generale britannico († 1945)
- 1898 - Maurice Bowra, critico letterario e filologo inglese († 1971)
- 1898 - Luigi Cortile, militare e partigiano italiano († 1945)
- 1898 - Teresa Neumann, mistica e veggente tedesca († 1962)
- 1898 - Kurt Pichler, calciatore tedesco († 1947)
- 1898 - Fritzi Ridgeway, attrice statunitense († 1961)
- 1898 - Giuseppe Samonà, architetto, urbanista e politico italiano († 1983)
- 1898 - Achille Van Acker, politico belga († 1975)
- 1899 - John Reginald Christie, serial killer britannico († 1953)
- 1900 - Matías Aranzábal, calciatore spagnolo († 1963)
- 1900 - Hans Dahl, calciatore norvegese († 1977)
- 1900 - Atanasie Protopopescu, calciatore rumeno († 1991)

## XX secolo(884)
- 1901 - Carmen Boni, attrice italiana († 1963)
- 1901 - Gaetano Lanfranchi, imprenditore e bobbista italiano († 1983)
- 1901 - Jean Prouvé, architetto e designer francese († 1984)
- 1902 - Tonino Benelli, pilota motociclistico italiano († 1937)
- 1902 - Andrew Irvine, alpinista britannico († 1924)
- 1902 - Josef Krips, direttore d'orchestra e violinista austriaco († 1974)
- 1902 - Marion Mack, attrice e sceneggiatrice statunitense († 1989)
- 1903 - Giuseppe Casadei, politico italiano († 1989)
- 1903 - Marshall Stone, matematico statunitense († 1989)
- 1903 - Julie Vlasto, tennista francese († 1985)
- 1904 - Vinicio Colombo, allenatore di calcio e calciatore italiano († 1956)
- 1904 - John Hicks, economista inglese († 1989)
- 1904 - Alfei Jürgenson, calciatore estone († 1947)
- 1904 - Alberto Menarini, linguista italiano († 1984)
- 1904 - Charles Saunders, regista e montatore britannico († 1997)
- 1904 - Karl Scherm, calciatore tedesco († 1977)
- 1904 - Georg Werner, nuotatore svedese († 2002)
- 1904 - Agostino degli Espinosa, saggista e romanziere italiano († 1952)
- 1905 - Joachim Büchner, velocista tedesco († 1978)
- 1905 - Ilka Chase, attrice e conduttrice radiofonica statunitense († 1978)
- 1905 - Bernt Evensen, pattinatore di velocità su ghiaccio norvegese († 1979)
- 1905 - Helen Joseph, attivista inglese († 1992)
- 1905 - Erwin Keller, hockeista su prato tedesco († 1971)
- 1905 - Eugène Lourié, regista francese († 1991)
- 1906 - Cesare Brandi, storico dell'arte e critico d'arte italiano († 1988)
- 1906 - Raoul Jobin, tenore canadese († 1974)
- 1906 - Giorgio Mancini, militare e aviatore italiano († 1940)
- 1906 - Antonio Zancanaro, hockeista su pista, pittore e incisore italiano († 1985)
- 1907 - Casilda Benegas Gallego, supercentenaria argentina († 2022)
- 1907 - Mario De Micheli, calciatore italiano († 1965)
- 1907 - Violette Leduc, scrittrice francese († 1972)
- 1907 - Wanda Rewska Colacino, artista polacca († 1986)
- 1907 - Yola d'Avril, attrice francese († 1984)
- 1908 - Hugo Fregonese, regista cinematografico, sceneggiatore e giornalista argentino († 1987)
- 1908 - Isolde Frölian, ginnasta tedesca († 1957)
- 1908 - Tito Guízar, attore, cantante e tenore messicano († 1999)
- 1908 - Ida Kar, fotografa russa († 1974)
- 1908 - Louise Kink, statunitense († 1992)
- 1908 - Angelo Tarantino, vescovo cattolico e missionario italiano († 1990)
- 1909 - Mathieu André, calciatore francese († 1979)
- 1909 - John Fante, scrittore e sceneggiatore statunitense († 1983)
- 1909 - James Hampton, artista statunitense († 1964)
- 1909 - Štefan Králik, drammaturgo slovacco († 1983)
- 1910 - Arthur William Dake, scacchista statunitense († 2000)
- 1910 - George Musso, giocatore di football americano statunitense († 2000)
- 1910 - Lobsang Rampa, scrittore britannico († 1981)
- 1911 - Melvin Calvin, biochimico statunitense († 1997)
- 1911 - Emil Cioran, filosofo, saggista e aforista romeno († 1995)
- 1911 - Paul John Hallinan, arcivescovo cattolico statunitense († 1968)
- 1912 - Julián Berrendero, ciclista su strada e ciclocrossista spagnolo († 1995)
- 1912 - Alois Brunner, militare e criminale di guerra austriaco
- 1912 - Jozef Gabčík, militare e partigiano cecoslovacco († 1942)
- 1912 - Sonja Henie, pattinatrice artistica su ghiaccio, attrice e collezionista d'arte norvegese († 1969)
- 1912 - Sergio Iesi, schermidore italiano († 1986)
- 1912 - Nello Paratore, cestista e allenatore di pallacanestro italiano († 1991)
- 1912 - Dario Sala, inventore italiano († 2005)
- 1913 - Sourou-Migan Apithy, politico beninese († 1989)
- 1913 - Nina Batalli, pittrice italiana († 1993)
- 1913 - Mary Ann Campana, aviatrice italiana († 2009)
- 1913 - Bruno Marton, antifascista e politico italiano († 1988)
- 1913 - Anwar Mesbah, sollevatore egiziano († 1998)
- 1913 - Robert Charles Zaehner, storico delle religioni e orientalista inglese († 1974)
- 1914 - Armando Diena, calciatore italiano († 1985)
- 1914 - María Félix, attrice messicana († 2002)
- 1914 - Tomás Garibaldi, calciatore argentino
- 1914 - Jack Harper, tennista australiano († 2005)
- 1914 - Maria Euthymia Üffing, religiosa tedesca († 1955)
- 1915 - Carlo Baiardi, sassofonista italiano († 1997)
- 1915 - Irma Bandiera, partigiana italiana († 1944)
- 1915 - Eraldo Borrini, calciatore italiano († 1977)
- 1915 - Ferdinando Palermo, illustratore, fumettista e compositore italiano († 1988)
- 1915 - Ivan Supek, fisico, filosofo e scrittore croato († 2007)
- 1916 - Giuseppe Falzone, partigiano italiano († 1980)
- 1916 - Stan Zadel, cestista statunitense († 1982)
- 1917 - Winifred Asprey, matematica e informatica statunitense († 2017)
- 1917 - Rodolfo Bonaccorsi, calciatore italiano
- 1917 - Attilio Lapadula, architetto e urbanista italiano († 1981)
- 1917 - Goffredo Nannini, politico italiano († 1974)
- 1917 - Ernesto Pucci, politico italiano († 2011)
- 1917 - Werner Schulz, calciatore tedesco († 1967)
- 1917 - Erwin Schädler, calciatore tedesco († 1991)
- 1918 - Giovanni Bianchi, vescovo cattolico italiano († 2003)
- 1918 - Bruno Boni, politico e dirigente sportivo italiano († 1998)
- 1918 - Roberta Cowell, aviatrice britannica († 2011)
- 1918 - Morris Engel, fotografo e regista statunitense († 2005)
- 1918 - Betty Ford, first lady statunitense († 2011)
- 1918 - Heidemarie Hatheyer, attrice austriaca († 1990)
- 1918 - Mihály Kincses, calciatore e allenatore di calcio ungherese († 1979)
- 1918 - Amedeo Parmeggiani, militare e aviatore italiano († 1961)
- 1918 - Marco Scarpelli, direttore della fotografia italiano († 1995)
- 1919 - Tommy Cheadle, calciatore inglese († 1993)
- 1919 - Achille Fould, bobbista francese († 1950)
- 1919 - Ian Smith, politico rhodesiano († 2007)
- 1920 - Antonio Bottoglia, religioso italiano († 2023)
- 1920 - Renato Braglia, allenatore di calcio e calciatore italiano († 1999)
- 1920 - Iván Fónagy, filologo e linguista ungherese († 2005)
- 1920 - Manuel Gutiérrez, calciatore messicano
- 1920 - Carmen McRae, cantante, compositrice e pianista statunitense († 1994)
- 1920 - Romano Penzo, calciatore e allenatore di calcio italiano († 1991)
- 1920 - Florian Radu, allenatore di calcio e calciatore rumeno († 1991)
- 1920 - Don Warnke, cestista e allenatore di pallacanestro statunitense († 1970)
- 1921 - Giuseppe Albani, calciatore e allenatore di calcio italiano († 1989)
- 1921 - Franco Corelli, tenore italiano († 2003)
- 1921 - Paolo Ketoff, tecnico del suono e inventore italiano († 1996)
- 1921 - Alceo Lipizer, calciatore italiano († 1990)
- 1921 - Jan Novák, compositore cecoslovacco († 1984)
- 1921 - Umberto Renica, calciatore italiano († 1975)
- 1921 - Ville Taalikka, pentatleta finlandese († 1994)
- 1922 - Giacomo Baracchi, dirigente sportivo e calciatore italiano († 2012)
- 1922 - Giacomo Costa, chimico italiano († 2015)
- 1922 - Gerald Green, scrittore, giornalista e produttore televisivo statunitense († 2006)
- 1922 - Vincenzo Rappa, imprenditore italiano († 2009)
- 1922 - Jean Vilnet, vescovo cattolico francese († 2013)
- 1922 - Gianni Alberto Vitrotti, regista, fotoreporter e giornalista italiano († 2009)
- 1923 - Guido Albino Campopiano, politico e avvocato italiano († 2011)
- 1923 - Ursula Curtiss, scrittrice statunitense († 1984)
- 1923 - Adriano Guerrini, poeta e docente italiano († 1986)
- 1923 - Edward Mulhare, attore irlandese († 1997)
- 1923 - Raymond Vouel, giornalista e politico lussemburghese († 1987)
- 1924 - Frédéric Back, disegnatore, illustratore e animatore francese († 2013)
- 1924 - Eldino Danelutti, calciatore e allenatore di calcio italiano († 2004)
- 1924 - Vittoria Ottolenghi, scrittrice, giornalista e saggista italiana († 2012)
- 1924 - Günter Pfitzmann, attore, doppiatore e cabarettista tedesco († 2003)
- 1924 - Petăr Šiškov, cestista e allenatore di pallacanestro bulgaro († 2008)
- 1924 - Ward Wood, attore e produttore televisivo statunitense († 2001)
- 1925 - Lidia Beccaria Rolfi, scrittrice italiana († 1996)
- 1925 - Tage Henriksen, canottiere danese († 2016)
- 1925 - Renato Zangheri, politico e storico italiano († 2015)
- 1926 - Duilio Agostini, pilota motociclistico italiano († 2008)
- 1926 - Michele Cimarosa, attore italiano († 1993)
- 1926 - Shecky Greene, comico statunitense († 2023)
- 1926 - Alfonso Maria Liquori, chimico italiano († 2000)
- 1926 - Jürgen Moltmann, teologo tedesco († 2024)
- 1926 - Ladislav Pavlovič, calciatore cecoslovacco († 2013)
- 1926 - Elisabeth Wiedemann, attrice tedesca († 2015)
- 1927 - Gaetano Capasso, religioso e scrittore italiano († 1998)
- 1927 - Jerzy Dobrzycki, astronomo e storico polacco († 2004)
- 1927 - Paul Gordon, cestista statunitense († 2002)
- 1928 - Giorgio Cesarano, poeta, scrittore e traduttore italiano († 1975)
- 1928 - Fred Ebb, paroliere e sceneggiatore statunitense († 2004)
- 1928 - Ralph O'Brien, cestista statunitense († 2018)
- 1928 - Eric Porter, attore britannico († 1995)
- 1928 - Leah Rabin, tedesca († 2000)
- 1929 - Bartolomé Bennassar, storico francese († 2018)
- 1929 - Walter Berry, basso-baritono austriaco († 2000)
- 1929 - Jacques Brel, cantautore, compositore e attore belga († 1978)
- 1929 - Samson Burke, ex culturista, ex lottatore e ex wrestler canadese
- 1929 - Renzo De Felice, storico italiano († 1996)
- 1929 - Hans Korte, attore e doppiatore tedesco († 2016)
- 1930 - Carlo Ugo di Borbone-Parma, nobile († 2010)
- 1930 - Alberto Bozzato, canottiere italiano († 2022)
- 1930 - Rafael Cadenas, poeta e traduttore venezuelano
- 1930 - Flavio Carraresi, batterista, compositore e paroliere italiano († 1992)
- 1930 - Wilma De Angelis, cantante e conduttrice televisiva italiana
- 1930 - John Reardon, baritono statunitense († 1988)
- 1930 - Toni Spiss, sciatore alpino austriaco († 1993)
- 1930 - Dorothy Tutin, attrice inglese († 2001)
- 1931 - John Gavin, attore, diplomatico e dirigente d'azienda statunitense († 2018)
- 1931 - Manuel Pardo Abad, cestista spagnolo († 2009)
- 1931 - Alfredo Zanellato, pittore e scultore italiano († 2021)
- 1932 - József Antall, politico ungherese († 1993)
- 1932 - Vincenzo Buonocore, giurista e politico italiano († 2009)
- 1932 - Alberto Callejo, calciatore spagnolo († 2013)
- 1932 - Mario Costalonga, musicista italiano († 2014)
- 1932 - Godwin Ekhart, pittore austriaco († 1995)
- 1932 - Massimo Griffo, scrittore, saggista e giornalista italiano († 2016)
- 1932 - Iskandar di Johor, sovrano malese († 2010)
- 1932 - Jean-Paul Rappeneau, regista e sceneggiatore francese
- 1932 - Humberto Rosa, calciatore e allenatore di calcio argentino († 2017)
- 1932 - Shigeru Tsuyuguchi, attore giapponese
- 1933 - Bob Garretson, pilota automobilistico statunitense († 2025)
- 1933 - Cele Goldsmith Lalli, curatrice editoriale statunitense († 2002)
- 1933 - James Lockhart, storico statunitense († 2014)
- 1933 - Marcel Rohrbach, ciclista su strada e pistard francese († 2012)
- 1934 - Bernard Aucouturier, pedagogista, educatore e docente francese
- 1934 - Kishō Kurokawa, architetto giapponese († 2007)
- 1934 - Hugo Lepe, calciatore cileno († 1991)
- 1934 - Misako Tamura, ex nuotatrice giapponese
- 1934 - Herbert Teichert, ex calciatore tedesco
- 1935 - Oscar Zeta Acosta, avvocato e scrittore statunitense
- 1935 - Dada Gallotti, attrice italiana
- 1935 - Renato Panciera, velocista italiano († 2001)
- 1935 - Vittorio Sega, politico italiano († 2022)
- 1935 - Nathan Wachtel, storico francese
- 1936 - Vasco Cantarello, canottiere italiano († 2024)
- 1936 - Francesco Carnelutti, attore e doppiatore italiano († 2015)
- 1936 - Lasse Braun, regista e scrittore italiano († 2015)
- 1936 - Prodan Gardžev, lottatore bulgaro († 2003)
- 1936 - Glyn Jones, calciatore inglese († 2022)
- 1936 - Klaus Löwitsch, attore tedesco († 2002)
- 1937 - Tony Barton, calciatore e allenatore di calcio inglese († 1993)
- 1937 - Jimmy Briggs, calciatore scozzese († 2011)
- 1937 - Seymour Hersh, giornalista e scrittore statunitense
- 1937 - Barbara Lang, attrice e cantante statunitense
- 1937 - David Perlmutter, scrittore polacco
- 1937 - Gudrun Theuerkauff, ex schermitrice tedesca
- 1938 - Kofi Annan, diplomatico ghanese († 2018)
- 1938 - Raimondo Cardelli, pittore italiano († 2008)
- 1938 - Paolo Carosi, calciatore e allenatore di calcio italiano († 2010)
- 1938 - Nicholas Chia, arcivescovo cattolico singaporiano († 2024)
- 1939 - Mary Leona Gage, modella statunitense († 2010)
- 1939 - Edwin Frederick O'Brien, cardinale e arcivescovo cattolico statunitense
- 1939 - Martin J. Schreiber, politico statunitense
- 1940 - Mario D'Urso, politico e funzionario italiano († 2015)
- 1940 - Beppe Devalle, pittore e disegnatore italiano († 2013)
- 1940 - Irina Egorova, ex pattinatrice di velocità su ghiaccio sovietica
- 1940 - Daniel Gevargiz, sollevatore iraniano († 2020)
- 1940 - Ingolf Gorges, attore, doppiatore e conduttore radiofonico tedesco († 2008)
- 1940 - John Havlicek, cestista statunitense († 2019)
- 1940 - Mirko Jozić, allenatore di calcio e ex calciatore jugoslavo
- 1940 - Paolo Modugno, attore, conduttore radiofonico e regista italiano
- 1940 - Chicho Sánchez Ferlosio, cantautore spagnolo († 2003)
- 1940 - Luciana Tufani, scrittrice e editrice italiana
- 1941 - Paolo Affronti, politico e giornalista italiano
- 1941 - Flaminio Benetti, politico italiano († 2018)
- 1941 - Jan Christiansen, allenatore di calcio e ex calciatore norvegese
- 1941 - Roberto Dionigi, filosofo italiano († 1998)
- 1941 - Tove Nielsen, politica danese
- 1941 - Angelo Trimarco, critico d'arte, giornalista e filosofo italiano († 2024)
- 1941 - Vivienne Westwood, stilista e attivista britannica († 2022)
- 1942 - Jerry Abbott, cantautore e produttore discografico statunitense († 2024)
- 1942 - Gianfranco Amendola, magistrato e politico italiano
- 1942 - Luciano Bonfada, ex calciatore italiano
- 1942 - Luis Augusto Castro Quiroga, arcivescovo cattolico colombiano († 2022)
- 1942 - Roger Chapman, cantante e armonicista britannico
- 1942 - Reidar Goa, calciatore norvegese († 2018)
- 1942 - Cecil Irwin, calciatore e allenatore di calcio inglese († 2025)
- 1942 - João Lourenço, ex calciatore portoghese
- 1942 - Antonio Piva, politico italiano († 2022)
- 1942 - Douglas Trumbull, regista, produttore cinematografico e effettista statunitense († 2022)
- 1942 - Wolf Werner, allenatore di calcio e calciatore tedesco († 2018)
- 1943 - Michael Bennett, regista, coreografo e ballerino statunitense († 1987)
- 1943 - Barbara Göbel, ex nuotatrice tedesca orientale
- 1943 - James Herbert, scrittore britannico († 2013)
- 1943 - Jacques Lemieux, ex hockeista su ghiaccio canadese
- 1943 - Jack O'Halloran, attore e ex pugile statunitense
- 1943 - Jean-Marie Rouart, scrittore, saggista e giornalista francese
- 1943 - Eberhard Vogel, allenatore di calcio e ex calciatore tedesco orientale
- 1944 - Michael Aschbacher, matematico statunitense
- 1944 - Hywel Bennett, attore inglese († 2017)
- 1944 - Tyrone Britt, ex cestista statunitense
- 1944 - Francesco Elio Bruno, ballerino italiano († 2019)
- 1944 - Keef Hartley, batterista britannico († 2011)
- 1944 - Christoph Hein, scrittore e traduttore tedesco
- 1944 - Masanobu Izumi, ex calciatore giapponese
- 1944 - Antonio La Gloria, politico italiano
- 1944 - Louis-Marie Ling Mangkhanekhoun, cardinale e vescovo cattolico laotiano
- 1944 - Odd Nerdrum, pittore norvegese
- 1944 - Lajos Papp, tiratore a segno ungherese († 1993)
- 1944 - Giuseppe Trinchero, allenatore di calcio e ex calciatore italiano
- 1944 - Jimmy Walker, cestista statunitense († 2007)
- 1944 - Wolfgang Wruck, calciatore tedesco orientale († 2014)
- 1944 - Joseph Yegba Maya, ex calciatore camerunese
- 1945 - Mara Cagol, terrorista italiana († 1975)
- 1945 - Janet Hogan, ex nuotatrice australiana
- 1945 - Diarmuid Martin, arcivescovo cattolico irlandese
- 1946 - Catfish Hunter, giocatore di baseball statunitense († 1999)
- 1946 - Joe Kernan, politico e imprenditore statunitense († 2020)
- 1946 - Stuart Pankin, attore statunitense
- 1946 - Tim Thomerson, attore statunitense
- 1947 - Michael Albert, attivista, editore e economista statunitense
- 1947 - Bruna Baglioni, mezzosoprano italiano
- 1947 - Bernard Cerquiglini, linguista francese
- 1947 - Tom DeLay, politico statunitense
- 1947 - David Eisenbud, matematico statunitense
- 1947 - Steve Howe, chitarrista e compositore britannico
- 1947 - Hou Hsiao-hsien, regista, sceneggiatore e produttore cinematografico taiwanese
- 1947 - Robert Kiyosaki, imprenditore e scrittore statunitense
- 1947 - Pascal Lamy, economista e politico francese
- 1947 - Larry Norman, cantautore, musicista e produttore discografico statunitense († 2008)
- 1947 - Ornella Piloni, politica italiana († 2023)
- 1947 - Elio Rinero, allenatore di calcio e ex calciatore italiano
- 1947 - Giovanni Tani, arcivescovo cattolico italiano
- 1948 - Ada Bakker, ex tennista olandese
- 1948 - Eva Heller, scrittrice e sociologa tedesca († 2008)
- 1948 - Danuta Hübner, economista e politica polacca
- 1948 - Larry Mikan, ex cestista statunitense
- 1948 - Angela Pellicciari, saggista e storica italiana
- 1948 - Walter Planckaert, dirigente sportivo e ex ciclista su strada belga
- 1949 - Philip Aaberg, musicista statunitense
- 1949 - Brian Delate, attore statunitense
- 1949 - Jim Doman, giocatore di poker statunitense († 1992)
- 1949 - József Kovács, ex calciatore ungherese
- 1949 - John Madden, regista cinematografico e regista televisivo britannico
- 1949 - Erdal Merdan, attore e drammaturgo tedesco († 2010)
- 1949 - Vllasova Musta, poetessa e sceneggiatrice albanese
- 1949 - Joe Royle, ex calciatore e allenatore di calcio inglese
- 1949 - Brenda Russell, cantautrice e pianista statunitense
- 1949 - Jouko Suomalainen, ex calciatore finlandese
- 1949 - Alberto Tedesco, politico italiano
- 1950 - Krasimir Borisov, allenatore di calcio e ex calciatore bulgaro
- 1950 - Edmilson Costa, economista, politico e attivista brasiliano
- 1950 - Nobuo Fujishima, allenatore di calcio e ex calciatore giapponese
- 1950 - Antonio Gentile, ex politico italiano
- 1950 - Gloria del Paraguay, soprano paraguaiano
- 1950 - Grzegorz Lato, dirigente sportivo e ex calciatore polacco
- 1950 - Ol'ga Andreevna Romanova, principessa russa
- 1950 - Gerd-Volker Schock, allenatore di calcio e ex calciatore tedesco
- 1951 - Franco Conti, ex ciclista su strada italiano
- 1951 - Anna Furlan, politica italiana
- 1951 - Luisa Gavasa, attrice spagnola
- 1951 - Geir Hilmar Haarde, politico islandese
- 1951 - Francesco Merlo, giornalista e scrittore italiano
- 1951 - Juha Piironen, ex copilota di rally finlandese
- 1951 - Joan Sebastian, cantautore messicano († 2015)
- 1952 - Eusebio Acasuzo, ex calciatore peruviano
- 1952 - Kees Akerboom, ex cestista olandese
- 1952 - Brian Budd, commentatore televisivo e calciatore canadese († 2008)
- 1952 - Gregg Hansford, pilota motociclistico australiano († 1995)
- 1952 - Karen Magnussen, ex pattinatrice artistica su ghiaccio canadese
- 1952 - Kaori Momoi, attrice, regista e cantante giapponese
- 1952 - Philippe Normand, attore e cantante francese († 2013)
- 1952 - Christopher Page, musicologo britannico
- 1952 - Kim Warwick, ex tennista australiano
- 1953 - Dario Braga, chimico italiano
- 1953 - Khaled Gasmi, ex calciatore tunisino
- 1953 - Pierre Haski, giornalista francese
- 1953 - Linda Lee, cantante e ex modella italiana
- 1953 - Oscar Ortiz, ex calciatore argentino
- 1953 - Ron Wright, politico statunitense († 2021)
- 1954 - Amina del Marocco, principessa e dirigente sportiva marocchina († 2012)
- 1954 - Abdelilah Benkirane, politico marocchino
- 1954 - Patrizia Caraveo, astrofisica italiana
- 1954 - Gary Carter, giocatore di baseball statunitense († 2012)
- 1954 - Pasquale Giuditta, politico italiano
- 1954 - Giuseppe Gualtieri, poliziotto, prefetto e funzionario italiano
- 1954 - Ann Hould-Ward, costumista statunitense
- 1955 - Yadegar Asisi, architetto tedesco
- 1955 - Ricky Bell, giocatore di football americano statunitense († 1984)
- 1955 - Glen Burtnik, cantante, compositore e polistrumentista statunitense
- 1955 - Aleksandre Chivadze, allenatore di calcio e ex calciatore sovietico
- 1955 - Gerrie Coetzee, pugile sudafricano († 2023)
- 1955 - Darryl Cox, attore statunitense
- 1955 - Agostino Di Bartolomei, calciatore italiano († 1994)
- 1955 - Kane Hodder, attore e stuntman statunitense
- 1955 - Ron Johnson, politico e imprenditore statunitense
- 1955 - Barbara Kingsolver, scrittrice e poetessa statunitense
- 1955 - Guy Lydster, scultore neozelandese
- 1955 - Kazuyoshi Nakamura, ex calciatore giapponese
- 1955 - Mike Nelms, ex giocatore di football americano statunitense
- 1955 - Mario Ruffini, musicologo, direttore d'orchestra e compositore italiano
- 1955 - Giorgio Tabacco, clavicembalista italiano
- 1955 - David Wu, politico statunitense
- 1956 - Christine Boisson, attrice francese († 2024)
- 1956 - Tom Green, cestista e allenatore di pallacanestro statunitense († 2015)
- 1956 - Diane Michelle, doppiatrice statunitense
- 1956 - Ernest Obeng, ex velocista ghanese
- 1956 - Jim Piddock, attore britannico
- 1956 - Gianvittore Vaccari, politico italiano
- 1956 - Philip Wadler, informatico statunitense
- 1956 - Antonio Del Monaco, politico e generale italiano († 2023)
- 1957 - Amal Rakiah Bolkiah, principessa bruneiana
- 1957 - Stefano Amato, attore italiano († 2005)
- 1957 - Ariel Fernandez, chimico e biofisico argentino
- 1957 - Antonio Francescatto, ex cestista italiano
- 1957 - Marjan Kovačević, compositore di scacchi serbo
- 1957 - Giulio Marini, politico italiano
- 1957 - Fred Smerlas, ex giocatore di football americano statunitense
- 1957 - Traudel Sperber, attrice e doppiatrice tedesca
- 1957 - Michael Spound, attore statunitense
- 1957 - Furio Stella, giornalista e scrittore italiano († 2014)
- 1957 - Akira Ōta, ex lottatore giapponese
- 1958 - Dino Ceglie, compositore e produttore discografico italiano
- 1958 - Christopher Deninger, matematico tedesco
- 1958 - Maarten Ducrot, ex ciclista su strada e pistard olandese
- 1958 - Steve Paterson, allenatore di calcio e ex calciatore scozzese
- 1958 - Tom Petranoff, ex giavellottista statunitense
- 1958 - Rosario Sasso, ex calciatore italiano
- 1958 - Rikard Wolff, attore, cantante e doppiatore svedese († 2017)
- 1958 - Viktor Ivanovič Zinčuk, chitarrista e compositore russo
- 1959 - Mark Baker, animatore e produttore cinematografico britannico
- 1959 - Marco Baron, allenatore di hockey su ghiaccio e ex hockeista su ghiaccio canadese
- 1959 - Alain Bondue, ex pistard, ciclista su strada e dirigente sportivo francese
- 1959 - Lucio Caizzi, attore, comico e cabarettista italiano
- 1959 - Irfan Hysenbelliu, imprenditore albanese
- 1959 - Michael Hübner, pistard tedesco († 2024)
- 1959 - Andy Nye, compositore e tastierista britannico
- 1959 - Algirdas Paulauskas, allenatore di pallacanestro lituano
- 1960 - Silvio Brusaferro, medico italiano
- 1960 - Birgit Friedmann, ex mezzofondista tedesca
- 1960 - Greg Iles, scrittore statunitense († 2025)
- 1960 - Oleg Pervakov, compositore di scacchi russo
- 1960 - John Schneider, attore e cantante statunitense
- 1960 - Yaşar Vahabzadə, ex calciatore azero
- 1961 - Nerio Alessandri, imprenditore italiano
- 1961 - Stefano Baldi, diplomatico, scrittore e ambasciatore italiano
- 1961 - Roberto Bocchino, allenatore di calcio e ex calciatore italiano
- 1961 - Manuele Pepe, cantautore italiano
- 1961 - Mark Clayton, ex giocatore di football americano statunitense
- 1961 - Debbi Kostelyk, atleta paralimpica canadese
- 1961 - Maria Grazia Mazzola, giornalista italiana
- 1961 - Brian McDermott, allenatore di calcio e ex calciatore inglese
- 1961 - Andrea Salvadori, ex calciatore italiano
- 1961 - Antonio Stornaiolo, attore e conduttore televisivo italiano
- 1961 - Femi Taylor, attrice, cantante e ballerina britannica
- 1962 - Alberto Angela, paleontologo, divulgatore scientifico e conduttore televisivo italiano
- 1962 - Gianfranco Cinello, allenatore di calcio e ex calciatore italiano
- 1962 - Massimo De Santis, ex arbitro di calcio italiano
- 1962 - Paddy Lowe, ingegnere britannico
- 1962 - Carme Pigem, architetta spagnola
- 1962 - Izzy Stradlin, chitarrista e cantante statunitense
- 1962 - Robert Vince, regista, produttore cinematografico e sceneggiatore canadese
- 1963 - Antonio Girardi, giocatore di biliardo italiano
- 1963 - Jordan Hubbard, programmatore statunitense
- 1963 - Julian Lennon, cantautore, polistrumentista e fotografo britannico
- 1963 - Dean Norris, attore statunitense
- 1963 - Eugène Pehoua-Pelema, ex cestista e allenatore di pallacanestro centrafricano
- 1963 - Terry Porter, ex cestista e allenatore di pallacanestro statunitense
- 1963 - Giovanni Pratesi, geologo e divulgatore scientifico italiano
- 1963 - Luca Santella, velista italiano
- 1963 - Donita Sparks, cantautrice e chitarrista statunitense
- 1963 - Ron Tree, cantante e bassista inglese
- 1963 - Yūrei Yanagi, attore giapponese
- 1964 - Biz Markie, rapper, disc jockey e beatboxer statunitense († 2021)
- 1964 - Vincenzo Comitini, militare italiano
- 1964 - Steven S. DeKnight, sceneggiatore, regista e produttore televisivo statunitense
- 1964 - Luca Faggella, cantautore e compositore italiano
- 1964 - Ari Heikkinen, ex calciatore finlandese
- 1964 - Massimo Mariotti, allenatore di hockey su pista e ex hockeista su pista italiano
- 1964 - Andrew Maynard, ex pugile statunitense
- 1964 - John McGinlay, allenatore di calcio e ex calciatore scozzese
- 1964 - Dordi Nordby, giocatrice di curling norvegese
- 1964 - Linda Rocchetti, ex sciatrice alpina italiana
- 1964 - Gaspare Spatuzza, mafioso e collaboratore di giustizia italiano
- 1964 - Janne Teller, scrittrice danese
- 1965 - Michael Jones, ex rugbista a 15, allenatore di rugby a 15 e imprenditore neozelandese
- 1965 - Monica Leofreddi, conduttrice televisiva italiana
- 1965 - Danny Losito, cantante e disc jockey italiano
- 1966 - Ronald Baroni, ex calciatore peruviano
- 1966 - Mark Blundell, ex pilota automobilistico britannico
- 1966 - Loek Bodelier, pilota motociclistico olandese
- 1966 - Wang Chuanfu, chimico e imprenditore cinese
- 1966 - Charlotte Dawson, modella e personaggio televisivo neozelandese († 2014)
- 1966 - Pietro De Sensi, ex calciatore italiano
- 1966 - Dalton Grant, ex altista britannico
- 1966 - Melchor Mauri, ex ciclista su strada spagnolo
- 1966 - Iomar do Nascimento, procuratore sportivo, allenatore di calcio e ex calciatore brasiliano
- 1966 - Alessandro Piva, regista, sceneggiatore e produttore cinematografico italiano
- 1966 - Harri Rovanperä, pilota di rally finlandese
- 1966 - Robin Wright, attrice, regista e produttrice cinematografica statunitense
- 1967 - Luigi Castiglione, ex pugile italiano
- 1967 - Robertas Fridrikas, ex calciatore lituano
- 1967 - Yasuhiro Nightow, fumettista giapponese
- 1967 - Andrea Nuti, ex velocista italiano
- 1967 - Beda Romano, giornalista e scrittore italiano
- 1967 - Pierre Taki, cantante e attore giapponese
- 1967 - Kazunari Tanaka, doppiatore giapponese († 2016)
- 1967 - Alessandra Terrosi, politica italiana
- 1968 - Patricia Arquette, attrice e regista statunitense
- 1968 - Darius Dimavičius, ex cestista e allenatore di pallacanestro lituano
- 1968 - Paal Flaata, cantante norvegese
- 1968 - Shawn Fonteno, rapper, attore e doppiatore statunitense
- 1968 - Massimo Garavaglia, politico italiano
- 1968 - Dan Gardner, saggista e giornalista canadese
- 1968 - Brian Garrow, ex tennista statunitense
- 1968 - Patricia Girard, ex ostacolista e velocista francese
- 1968 - Andrés Aurelio González, ex calciatore peruviano
- 1968 - Susana Harp, cantante messicana
- 1968 - Jenny Powell, conduttrice televisiva inglese
- 1968 - Marcus Sedgwick, scrittore e illustratore britannico († 2022)
- 1968 - Aamir Zaki, chitarrista pakistano († 2017)
- 1969 - Anatolij Barhylevyč, generale ucraino
- 1969 - Gabriele Fähnrich, ex ginnasta tedesca
- 1969 - Arabella Kiesbauer, conduttrice televisiva austriaca
- 1969 - Dulce Pontes, cantautrice portoghese
- 1969 - Arturo Reyes, allenatore di calcio e ex calciatore colombiano
- 1969 - Sorato, ex calciatore e allenatore di calcio brasiliano
- 1970 - Darío Arenas, ex cestista argentino
- 1970 - Beatrice Bocci, conduttrice televisiva e ex modella italiana
- 1970 - JR Bourne, attore canadese
- 1970 - Catherine Chidgey, scrittrice neozelandese
- 1970 - Kim Byung-ji, allenatore di calcio e ex calciatore sudcoreano
- 1970 - Martin Klein, conduttore radiofonico italiano
- 1970 - Patrick Mille, attore e regista portoghese
- 1970 - Cesare Pastanella, percussionista e compositore italiano
- 1970 - Andrej Plenković, politico e diplomatico croato
- 1970 - Care Santos, scrittrice e critica letteraria spagnola
- 1971 - Max Brito, rugbista a 15 ivoriano († 2022)
- 1971 - Nidal Fathi Rabah Farhat, ingegnere militare palestinese († 2003)
- 1971 - Christophe Lamaison, ex rugbista a 15 e imprenditore francese
- 1971 - Craig Mazin, sceneggiatore, produttore cinematografico e regista statunitense
- 1971 - Gerhard Plankensteiner, ex slittinista italiano
- 1971 - Slavica Pretreger, ex cestista croata
- 1971 - Eiji Satō, ex calciatore giapponese
- 1972 - Daniela Altamore, ex cestista italiana
- 1972 - Giuseppe Antonaccio, ex calciatore italiano
- 1972 - Omar Ba, ex cestista senegalese
- 1972 - Gianpaolo Faelli, artista marziale italiano
- 1972 - Paul Gray, bassista statunitense († 2010)
- 1972 - Sung Kang, attore statunitense
- 1972 - Sergej Leonidovič Magnitskij, avvocato russo († 2009)
- 1972 - Joel Reyes, ex calciatore cileno
- 1972 - Piotr Świerczewski, allenatore di calcio e ex calciatore polacco
- 1972 - Chuck Todd, giornalista e conduttore televisivo statunitense
- 1973 - Khaled Badra, ex calciatore tunisino
- 1973 - Emanuelle Cristaldi, ex attrice pornografica italiana
- 1973 - Riadh Bouazizi, ex calciatore tunisino
- 1973 - Emma Caulfield, attrice statunitense
- 1973 - Damian Grichting, giocatore di curling svizzero
- 1973 - Patrik Isaksson, ex nuotatore svedese
- 1973 - Jun Iwashita, ex calciatore giapponese
- 1973 - Dan Lin, produttore cinematografico taiwanese
- 1973 - Alida Milana, doppiatrice, dialoghista e direttrice del doppiaggio italiana
- 1974 - Chino XL, rapper statunitense († 2024)
- 1974 - Jon Garavaglia, ex cestista statunitense
- 1974 - Barys Haravoj, allenatore di calcio e ex calciatore bielorusso
- 1974 - Holger Hott Johansen, orientista norvegese
- 1974 - Toutai Kefu, ex rugbista a 15 e allenatore di rugby a 15 australiano
- 1974 - Chris Kyle, militare e imprenditore statunitense († 2013)
- 1974 - Sébastien Labayen, allenatore di calcio e ex calciatore francese
- 1974 - Carlos Mazón, politico e avvocato spagnolo
- 1974 - Quique Moraga, ex cestista spagnolo
- 1974 - Nnedi Okorafor, scrittrice nigeriana
- 1974 - Lasse Ottesen, saltatore con gli sci norvegese
- 1974 - Sofia Ledarp, attrice svedese
- 1974 - Santos Rivera, ex calciatore salvadoregno
- 1974 - Andreas Wagner, scrittore tedesco
- 1975 - Anouk, cantante olandese
- 1975 - Roberto Capucci, regista, sceneggiatore e musicista italiano
- 1975 - Francesco Flachi, ex calciatore italiano
- 1975 - Vicky Grau, ex sciatrice alpina andorrana
- 1975 - Berni Hernández, ex cestista spagnolo
- 1975 - Oksana Kazakova, ex pattinatrice artistica su ghiaccio russa
- 1975 - Keijo Kurttila, ex fondista finlandese
- 1975 - Nadav Lapid, regista e sceneggiatore israeliano
- 1976 - Diana Anaid, cantautrice australiana
- 1976 - Marek Čech, allenatore di calcio e ex calciatore ceco
- 1976 - Gaston Curbelo, ex calciatore francese
- 1976 - Tieme Klompe, allenatore di calcio e ex calciatore olandese
- 1976 - Sylvain Marconnet, ex rugbista a 15 francese
- 1976 - Gabriel Rasch, dirigente sportivo e ex ciclista su strada norvegese
- 1976 - Andrés Schneiter, allenatore di tennis e ex tennista argentino
- 1976 - Mathias Schober, ex calciatore tedesco
- 1976 - Ol'ha Šljachova, ex cestista ucraina
- 1976 - Antonio Villella, fantino italiano
- 1977 - Stefano Lorenzi, regista e sceneggiatore italiano
- 1977 - Brittney Mahanna, ex sciatrice alpina e snowboarder statunitense
- 1977 - Sarah Pinsker, scrittrice statunitense
- 1977 - Sara Shepard, scrittrice statunitense
- 1977 - Therese Sjögran, dirigente sportivo e ex calciatrice svedese
- 1977 - Shaka Smart, allenatore di pallacanestro statunitense
- 1977 - Ana de la Reguera, attrice messicana
- 1977 - Tomo Šokota, ex calciatore croato
- 1978 - Mathieu Assou-Ekotto, ex calciatore camerunese
- 1978 - Didier Domi, ex calciatore francese
- 1978 - Bernt Haas, ex calciatore svizzero
- 1978 - Paola Núñez, attrice messicana
- 1978 - Mario Pestano, ex discobolo spagnolo
- 1978 - Rachel Roberts, attrice e modella canadese
- 1978 - Evans Rutto, maratoneta e mezzofondista keniota
- 1978 - Anja Schneiderheinze, ex bobbista tedesca
- 1978 - Christian Tafdrup, regista, attore e sceneggiatore danese
- 1978 - Jevhenija Vlasova, cantautrice ucraina
- 1979 - Marta Baldó, ex ginnasta spagnola
- 1979 - Vega Colonnese, politica italiana
- 1979 - Nicole Fiorentino, bassista statunitense
- 1979 - Erika Holst, hockeista su ghiaccio svedese
- 1979 - Mohamed Kader, ex calciatore togolese
- 1979 - Kim Eun-jung, allenatore di calcio e ex calciatore sudcoreano
- 1979 - Alexi Laiho, cantautore e chitarrista finlandese († 2020)
- 1979 - Amit Trivedi, compositore e musicista indiano
- 1979 - Stefanie Wolf, ex sciatrice alpina tedesca
- 1980 - Juan Pablo Angrisano, giocatore di baseball argentino
- 1980 - Josep Ayala, ex calciatore andorrano
- 1980 - Mike Benton, ex cestista statunitense
- 1980 - Gheorghe Bucur, ex calciatore rumeno
- 1980 - Stéphane Bullion, ballerino francese
- 1980 - Korel Engin, ex cestista statunitense
- 1980 - Bastien Gallet, canottiere francese
- 1980 - Thiago Gentil, ex calciatore brasiliano
- 1980 - Josef Hamouz, calciatore ceco
- 1980 - Roman Kukumberg, ex hockeista su ghiaccio slovacco
- 1980 - František Metelka, ex calciatore ceco
- 1980 - Moshe Mizrahi, ex cestista israeliano
- 1980 - Abdel Moussa, ex cestista ciadiano
- 1980 - Manuel Ortega, cantante austriaco
- 1980 - João Paulo Pinto Ribeiro, ex calciatore portoghese
- 1980 - Botir Qorayev, ex calciatore uzbeko
- 1980 - Katee Sackhoff, attrice e doppiatrice statunitense
- 1981 - Aldo Adorno, ex calciatore paraguaiano
- 1981 - Nils Bech, cantante norvegese
- 1981 - Frédérick Bousquet, ex nuotatore francese
- 1981 - Mauro Da Dalto, ex ciclista su strada italiano
- 1981 - Oumar Kalabane, ex calciatore guineano
- 1981 - Taylor Kitsch, attore canadese
- 1981 - Nikolaj Kruglov, ex biatleta russo
- 1981 - Ol'ga Michajlova, ex fondista russa
- 1981 - Filippo Mineccia, controtenore italiano
- 1981 - Željko Mrvaljević, ex calciatore montenegrino
- 1981 - Hjalte Nørregaard, allenatore di calcio e ex calciatore danese
- 1981 - Gummy, cantante sudcoreana
- 1981 - Lito Sheppard, ex giocatore di football americano statunitense
- 1981 - Francesco Silvestri, politico italiano
- 1982 - Jair Dalle Molle, giocatore di calcio a 5 brasiliano
- 1982 - Gennadij Golovkin, pugile kazako
- 1982 - Ekaterina Kondrat'eva, velocista russa
- 1982 - Markus Miller, allenatore di calcio e ex calciatore tedesco
- 1982 - Austin Nichols, ex cestista statunitense
- 1982 - Jared Reiner, ex cestista statunitense
- 1982 - Felipe Sanchón, ex calciatore spagnolo
- 1982 - Aleksejs Saramotins, ex ciclista su strada lettone
- 1982 - Ljuba Šumejko, modella e fotografa ucraina
- 1982 - Alessandro Tulli, ex calciatore italiano
- 1982 - Juris Štāls, hockeista su ghiaccio lettone
- 1983 - Allu Arjun, attore e ballerino indiano
- 1983 - Edson Braafheid, ex calciatore olandese
- 1983 - Valentina Cipriani, schermitrice italiana
- 1983 - Anastasija Ermakova, sincronetta russa
- 1983 - Jérémie Galland, ex ciclista su strada francese
- 1983 - Natalie Hurst, ex cestista australiana
- 1983 - Chris Iannetta, giocatore di baseball statunitense
- 1983 - Musawengosi Mguni, ex calciatore zimbabwese
- 1983 - Jurij Molčan, schermidore russo
- 1983 - Dragan Paljić, ex calciatore tedesco
- 1983 - Tat'jana Petrova Archipova, mezzofondista, maratoneta e siepista russa
- 1983 - Ovince Saint Preux, artista marziale misto statunitense
- 1983 - Roland Števko, calciatore slovacco
- 1983 - Levy Tran, attrice e modella statunitense
- 1983 - Bruno Vale, ex calciatore portoghese
- 1984 - Rossella Aprea, costumista italiana
- 1984 - Matt Bassuener, ex giocatore di football americano statunitense
- 1984 - Jean-Marc Bideau, ex ciclista su strada francese
- 1984 - Michelle Donelan, politica britannica
- 1984 - Austin Ejide, ex calciatore nigeriano
- 1984 - Patricia Elorza, pallamanista spagnola
- 1984 - Carlos Gallardo, ex calciatore guatemalteco
- 1984 - Laura Hecquet, ballerina francese
- 1984 - Ezra Koenig, cantante e musicista statunitense
- 1984 - Arnaud Kouyo, ex calciatore ivoriano
- 1984 - Lucia Pietrelli, scrittrice, poetessa e traduttrice italiana
- 1984 - Roy Schuening, giocatore di football americano statunitense
- 1984 - Taran Noah Smith, attore statunitense
- 1984 - Kirsten Storms, attrice statunitense
- 1984 - Nemanja Tubić, ex calciatore serbo
- 1985 - Philippe Adamski, orientista francese
- 1985 - Gabriele Brussolo, rugbista a 15 italiano
- 1985 - Roberto Carboni, ex calciatore argentino
- 1985 - Ricardo Dal Moro, top model e attore brasiliano
- 1985 - Nicolás Domingo, ex calciatore argentino
- 1985 - Jarvis Gunter, ex cestista statunitense
- 1985 - Rachid Hamdani, calciatore francese
- 1985 - Marie Marchand-Arvier, ex sciatrice alpina francese
- 1985 - Emmanuel Perea, ex calciatore argentino
- 1985 - Yemane Tsegay, maratoneta etiope
- 1985 - Andrea Vigentini, cantante, compositore e musicista italiano
- 1985 - Darnell Wilson, ex cestista statunitense
- 1986 - Igor' Akinfeev, calciatore russo
- 1986 - Karim Aoudia, giocatore di calcio a 5, ex calciatore e giocatore di beach soccer norvegese
- 1986 - Cliff Avril, ex giocatore di football americano statunitense
- 1986 - Washington Camacho, ex calciatore uruguaiano
- 1986 - Andrea Cocco, calciatore italiano
- 1986 - Raffaele De Martino, calciatore italiano
- 1986 - Annelies Dom, dirigente sportiva, ex ciclista su strada e pistard belga
- 1986 - Brendan Evans, ex tennista statunitense
- 1986 - Félix Hernández, ex giocatore di baseball venezuelano
- 1986 - Natal'ja Iščenko, sincronetta russa
- 1986 - Alan Kasaev, ex calciatore russo
- 1986 - Osvaldo Martínez, calciatore paraguaiano
- 1986 - João Pica, ex calciatore portoghese
- 1986 - Ivan Pedrelli, ex calciatore italiano
- 1986 - Junior Salomon, calciatore beninese
- 1986 - Carlos Santana, giocatore di baseball dominicano
- 1986 - Erika Sawajiri, attrice, modella e cantante giapponese
- 1986 - Liam Scarlett, coreografo e ballerino britannico († 2021)
- 1986 - Jevohn Shepherd, ex cestista, dirigente sportivo e allenatore di pallacanestro canadese
- 1986 - Danero Thomas, cestista statunitense
- 1986 - Marcus Williams, ex calciatore inglese
- 1987 - Abdelhamid Abaaoud, terrorista belga († 2015)
- 1987 - Yonder Alonso, ex giocatore di baseball cubano
- 1987 - Jerry Bengtson, calciatore honduregno
- 1987 - Royston Drenthe, ex calciatore olandese
- 1987 - Jeremy Hellickson, ex giocatore di baseball statunitense
- 1987 - Peter Hickman, pilota motociclistico britannico
- 1987 - Stor, rapper svedese
- 1987 - Tommi Pinta, ex cestista e giocatore di football americano finlandese
- 1987 - Vukašin Tomić, ex calciatore serbo
- 1987 - Mohammed Trésor, calciatore qatariota
- 1987 - Shareece Wright, giocatore di football americano statunitense
- 1987 - Aleksandar Živanović, calciatore serbo
- 1988 - William Accambray, pallamanista francese
- 1988 - Joel Berghult, cantante e youtuber svedese
- 1988 - Vivien Brisse, ex pistard e ciclista su strada francese
- 1988 - Corey Fisher, cestista statunitense
- 1988 - Michał Gliwa, calciatore polacco
- 1988 - Egidijus Juodvalkis, ex ciclista su strada lituano
- 1988 - Kim Sung-joon, calciatore sudcoreano
- 1988 - Massimiliano Murolo, schermidore italiano
- 1988 - Olli Palola, hockeista su ghiaccio finlandese
- 1988 - Stefan Postel, ex giocatore di football americano austriaco
- 1988 - Louella Tomlinson, ex cestista australiana
- 1988 - Excellent Walaza, ex calciatore sudafricano
- 1988 - Keith Williams, giocatore di football americano statunitense
- 1988 - Paul Zanette, ex hockeista su ghiaccio canadese
- 1988 - Riccardo Zoidl, ciclista su strada austriaco
- 1989 - Réka Benkó, schermitrice ungherese
- 1989 - Marcus Danielson, calciatore svedese
- 1989 - Cristián Garay, arbitro di calcio cileno
- 1989 - Steven Gray, cestista statunitense
- 1989 - Kristinn Ingi Halldórsson, calciatore islandese
- 1989 - Mosito Lehata, velocista lesothiano
- 1989 - Lu Chunlong, ginnasta cinese
- 1989 - Deivydas Matulevičius, ex calciatore lituano
- 1989 - Elvijs Misāns, triplista e lunghista lettone
- 1989 - Mun Kyong-nam, calciatore nordcoreano
- 1989 - Julius Perstaller, calciatore austriaco
- 1989 - Luca Pizzini, ex nuotatore italiano
- 1989 - Thomas Schoorel, ex tennista olandese
- 1989 - Matija Smrekar, calciatore croato
- 1989 - Martin Stašek, pesista ceco
- 1989 - J.R. Sweezy, ex giocatore di football americano statunitense
- 1989 - Arvis Vilkaste, bobbista lettone
- 1989 - Gabriella Wilde, attrice e modella britannica
- 1989 - Kōki Ōtani, calciatore giapponese
- 1990 - Karim Bellarabi, ex calciatore tedesco
- 1990 - Quincy Diggs, cestista statunitense
- 1990 - Magnus Eriksson, calciatore svedese
- 1990 - Freddie, cantante ungherese
- 1990 - Jonathan Franks, ex calciatore inglese
- 1990 - Gualberto Luiz da Silva Júnior, ex calciatore brasiliano
- 1990 - Tapio Heikkilä, ex calciatore finlandese
- 1990 - Kim Jong-hyun, cantante, ballerino e modello sudcoreano († 2017)
- 1990 - Tijana Krivaćević, cestista serba
- 1990 - Phillipa Love, rugbista a 15 neozelandese
- 1990 - Tsubasa Nishi, ex calciatore giapponese
- 1990 - Ronaldo Pompeu da Silva, calciatore brasiliano
- 1990 - Johnny Russell, calciatore scozzese
- 1990 - Damiano Schet, ex calciatore olandese
- 1991 - Martina Amidei, velocista italiana
- 1991 - Liam Boyce, calciatore nordirlandese
- 1991 - Luís Felipe Dias do Nascimento, ex calciatore brasiliano
- 1991 - Coralie Frasse Sombet, ex sciatrice alpina francese
- 1991 - Melanie Rios, ex attrice pornografica colombiana
- 1991 - Magomedrasul Gazimagomedov, lottatore russo
- 1991 - Matthew Heimbach, politico statunitense
- 1991 - Larry June, rapper statunitense
- 1991 - Benjamina Karić, politica bosniaca
- 1991 - Dāvis Lejasmeiers, ex cestista lettone
- 1991 - Gévero Markiet, calciatore olandese
- 1991 - Dexter McDougle, ex giocatore di football americano statunitense
- 1991 - Menggenjimisu, atleta paralimpica cinese
- 1991 - Romuald Ntsitsigui, calciatore gabonese
- 1991 - Filip Ozobić, calciatore croato
- 1991 - Alper Potuk, calciatore turco
- 1991 - Jorge Pulido, calciatore spagnolo
- 1991 - Brennan Rubie, ex sciatore alpino statunitense
- 1991 - Sage Stephens, calciatore sudafricano
- 1991 - Cameron Stewart, ex calciatore inglese
- 1991 - Cameron Deane Stewart, attore statunitense
- 1991 - Minami Takahashi, cantante, attrice e personaggio televisivo giapponese
- 1991 - Aaron Taylor-Sinclair, calciatore antiguo-barbudano
- 1991 - Dej Loaf, rapper statunitense
- 1991 - Malte Ziegenhagen, cestista tedesco
- 1991 - Ana Carolina da Silva, pallavolista brasiliana
- 1992 - Ignacio Arce, calciatore argentino
- 1992 - Ramiro Ballivián, calciatore boliviano
- 1992 - Marcos Delía, cestista argentino
- 1992 - Jimmy Djimrabaye, cestista centrafricano
- 1992 - Mohamed El Monir, calciatore libico
- 1992 - Lucirio Antonio Garrido, mezzofondista venezuelano
- 1992 - Henrik Gustavsen, calciatore norvegese
- 1992 - Kane Hemmings, calciatore inglese
- 1992 - Kevin Jansen, calciatore olandese
- 1992 - Andris Misters, cestista lettone
- 1992 - J.J. O'Brien, cestista statunitense
- 1992 - Kelly Reeves, pallavolista statunitense
- 1992 - Mathew Ryan, calciatore australiano
- 1992 - Saku-Pekka Sahlgren, ex calciatore finlandese
- 1992 - Sergej Ustjugov, fondista russo
- 1992 - Devon Williams, calciatore giamaicano
- 1992 - Shelby Young, doppiatrice e attrice statunitense
- 1993 - Jérémie Bela, calciatore francese
- 1993 - Damien Birkinhead, pesista australiano
- 1993 - DeJvion Edwards-Steward, giocatore di football americano statunitense
- 1993 - Arbnor Fejzullahu, ex calciatore albanese
- 1993 - Karina Goricheva, sollevatrice kazaka
- 1993 - Jon Kempin, ex calciatore statunitense
- 1993 - Jakub Kornfeil, pilota motociclistico ceco
- 1993 - Adam Kotzmann, sciatore alpino ceco
- 1993 - Rory McKeown, calciatore nordirlandese
- 1993 - Nenad Miljenović, ex cestista serbo
- 1993 - Danilo Nikolić, cestista montenegrino
- 1993 - Jessica Noutel Gonçalves, nuotatrice artistica brasiliana
- 1993 - Filip Put, cestista polacco
- 1993 - Vincenzo Renzuto Iodice, pallanuotista italiano
- 1993 - Trent Sullivan, attore australiano
- 1993 - Sun Mengxin, ex cestista cinese
- 1993 - Robert Turner, cestista statunitense
- 1993 - Mikel Vesga, calciatore spagnolo
- 1993 - Zhou Hang, sciatore freestyle cinese
- 1994 - Kamil Al Aswad, calciatore bahreinita
- 1994 - Lorenzo Bruni, pallanuotista italiano
- 1994 - Reice Charles-Cook, calciatore grenadino
- 1994 - Kenneth Chipolina, calciatore gibilterriano
- 1994 - Feijão, calciatore brasiliano
- 1994 - Iker Hernández, calciatore spagnolo
- 1994 - László Kleinheisler, calciatore ungherese
- 1994 - Attila Lőrinczy, calciatore ungherese
- 1994 - Arienne Mandi, attrice statunitense
- 1994 - Yanis Mbombo, calciatore belga
- 1994 - Richárd Nagy, calciatore ungherese
- 1994 - Ifeadi Odenigbo, giocatore di football americano statunitense
- 1994 - Lourdes Oyarbide, ex ciclista su strada spagnola
- 1994 - Dario Šarić, cestista croato
- 1994 - Daniele Sorio, ex sciatore alpino italiano
- 1994 - Tang Mengni, sincronetta cinese
- 1994 - Tian Tao, sollevatore cinese
- 1994 - Jacob Une, calciatore svedese
- 1995 - Farès Bahlouli, calciatore francese
- 1995 - Ross Byrne, rugbista a 15 irlandese
- 1995 - Maliek Collins, giocatore di football americano statunitense
- 1995 - Alexandra Davenport, pallavolista statunitense
- 1995 - Forrest Frank, cantautore e produttore discografico statunitense
- 1995 - Zach Garrett, arciere statunitense
- 1995 - Aaron Jackson, giocatore di football americano statunitense
- 1995 - Radovan Kouřil, cestista ceco
- 1995 - Jeison Lucumí, calciatore colombiano
- 1995 - Anastasia Mosca, giocatrice di curling italiana
- 1995 - Alec Mudimu, calciatore zimbabwese
- 1995 - Tellur Mütəllimov, calciatore azero
- 1995 - Cedi Osman, cestista macedone
- 1995 - Diego Pineda, calciatore messicano
- 1995 - Diego Poyet, allenatore di calcio e ex calciatore spagnolo
- 1995 - Eve Sweet, attrice pornografica rumena
- 1995 - Wei Shihao, calciatore cinese
- 1996 - Dillon Barnes, calciatore giamaicano
- 1996 - Anthony Belleau, rugbista a 15 francese
- 1996 - Ali Cengiz, lottatore turco
- 1996 - Gabriel Cullaigh, ex ciclista su strada e pistard britannico
- 1996 - Florentina Iușco, lunghista, triplista e bobbista rumena
- 1996 - Anna Korakakī, tiratrice a segno greca
- 1996 - Markus Lončar, cestista bosniaco
- 1996 - Bektemir Melikuziev, pugile uzbeko
- 1996 - Nguyễn Minh Trí, giocatore di calcio a 5 vietnamita
- 1996 - George Pușcaș, calciatore rumeno
- 1996 - Anthony Ribelin, calciatore francese
- 1996 - Verena Rohrer, ex snowboarder svizzera
- 1996 - Caroline Werner, tennista tedesca
- 1997 - James Batemon, cestista statunitense
- 1997 - Benaissa Benamar, calciatore olandese
- 1997 - Sadie Calvano, attrice statunitense
- 1997 - Eduardo Campopiano, pallanuotista italiano
- 1997 - Rafael Pereira, ostacolista brasiliano
- 1997 - Agustín Coscia, calciatore argentino
- 1997 - Haley Cutler, sciatrice alpina statunitense
- 1997 - Shaun Bradley, giocatore di football americano statunitense
- 1997 - Dīmītrīs Fliōnīs, cestista greco
- 1997 - Jonathan Klinsmann, calciatore statunitense
- 1997 - Senna Leith, snowboarder statunitense
- 1997 - Diosdado Mbele, calciatore equatoguineano
- 1997 - Christian McNeish, taekwondoka britannico
- 1997 - Saygrace, cantante australiana
- 1997 - Roquan Smith, giocatore di football americano statunitense
- 1997 - Andreas Stokbro, ciclista su strada e pistard danese
- 1997 - Face, rapper russo
- 1997 - Arno Verschueren, calciatore belga
- 1998 - Ridle Baku, calciatore tedesco
- 1998 - Makana Baku, calciatore tedesco
- 1998 - Shandon Baptiste, calciatore grenadino
- 1998 - Nicolae Carnat, calciatore rumeno
- 1998 - Juliane Hvid, siepista e mezzofondista danese
- 1998 - Isaac Kaliati, calciatore malawiano
- 1998 - Juliusz Letniowski, calciatore polacco
- 1998 - Renan Lodi, calciatore brasiliano
- 1998 - Alasana Manneh, calciatore gambiano
- 1998 - Andrea Mezzanotte, cestista italiano
- 1998 - Bruno Morais, calciatore portoghese
- 1998 - Islamžan Nasyrov, calciatore russo
- 1998 - Milan Ristovski, calciatore macedone
- 1998 - Amro Surag, calciatore qatariota
- 1999 - Muzoon Almellehan, attivista siriana
- 1999 - Bilal Bayazit, calciatore olandese
- 1999 - Catherine Bellis, ex tennista statunitense
- 1999 - Jiří Boula, calciatore ceco
- 1999 - José Gomes, calciatore guineense
- 1999 - CeeDee Lamb, giocatore di football americano statunitense
- 1999 - Sergio López, calciatore spagnolo
- 1999 - Eric Meza, calciatore argentino
- 1999 - Eneji Moses, calciatore nigeriano
- 1999 - Ty Panitz, attore statunitense
- 2000 - Luka Cerovina, cestista serbo
- 2000 - Kevin Chamorro, calciatore costaricano
- 2000 - Elijah Klein, giocatore di football americano statunitense
- 2000 - Tomáš Kopecký, ciclista su strada e ciclocrossista ceco
- 2000 - Wissam-Amazigh Yebba, nuotatore francese

## XXI secolo(21)
- 2001 - Eleonora Frigo, ex hockeista su ghiaccio italiana
- 2001 - Shavon Revel, giocatore di football americano statunitense
- 2001 - Egan Wint, snowboarder statunitense
- 2002 - Edvin Anger, fondista svedese
- 2002 - Robert Donaldson, ciclista su strada britannico
- 2002 - Siriné Doucouré, calciatore francese
- 2002 - Diego Duarte, calciatore paraguaiano
- 2002 - Viktória Forster, ostacolista e velocista slovacca
- 2002 - Skai Jackson, attrice statunitense
- 2002 - Lai Junfu, goista taiwanese
- 2003 - Hassane Imourane, calciatore beninese
- 2003 - Kaila Kuhn, sciatrice freestyle statunitense
- 2004 - Shiō Fukuda, calciatore giapponese
- 2004 - Menno Huising, ciclista su strada e ciclocrossista olandese
- 2004 - Molik Jesse Khan, calciatore trinidadiano
- 2004 - Rosita Reijnhout, ciclista su strada olandese
- 2005 - Zaccharie Risacher, cestista francese
- 2005 - Tiago Souza de Jesus Carvalho, calciatore brasiliano
- 2006 - Patricio Pacífico, calciatore uruguaiano
- 2006 - Mateo Peralta, calciatore uruguaiano
- 2007 - Joe Bird, attore australiano

## Senza anno specificato(2)
- Bartolomeo Bozza, pittore italiano († 1594)
- Eugène Guinot, scrittore, drammaturgo e opinionista francese († 1861)